# كرم منجل (مسلسل)
كرم منجل مسلسل تلفزيوني سوري درامي.

## القصة
في إطار درامي تتعرض فتاة بسبب رغبة والدها في أن يكون له ولد ذكر، لأن يقع على عاتقها كل الأحمال التي تُحقّق من خلالها رغبة والدها للاعتماد عليها.

## طاقم العمل
- وفاء بشور
- جرجس جبارة
- علا بدر
- جمال العلي
- تولاي هارون
- غادة بشور

## وصلات خارجية
- صفحة مسلسل كرم منجل على موقع السينما.كوم